# Julia Scher
Pour les articles homonymes, voir Scher.
Julia Scher, née le 9 mars 1954 à Hollywood, est une artiste américaine travaillant principalement sur les thèmes de la surveillance et plus particulièrement la vidéosurveillance. Elle utilise une variété de médiums et est connue pour ses installations artistiques et ses performances des œuvres. Son travail aborde les questions de contrôle et de séduction,.

## Biographie
Julia Scher est née à Hollywood  le 9 mars 1954. Sa mère est employée de magasin et son père est un représentant de commerce.  Elle grandit à Van Nuys, la Vallée de San Fernando. En 1975, elle obtient un B.A. en peinture, sculpture et arts graphiques à partir de l'U.C.L.A., et en 1984, un M.F.A. en studio d'art de l'Université du Minnesota. Le titre de sa thèse est de Les PAysages de l'Amérique. Sa première œuvre vidéo première sur les femmes en matière de sécurité a été
Safe & Secure in Minnesota (en sécurité et protégée dans le Minnesota) en 1987. Son studio est basé à Venice Beach. Scher est influencée par les artistes de « la lumière et de l'espace », des artistes, comme  Larry Bell et Chris burden, Robert Graham, et Lynda Benglis. Elle a plusieurs emplois d'appoint pour gagner sa vie et fonde sa propre société Safe and Secure Production (Protection et Sécurité) qui réalise des installations de sécurité et d'équipement de surveillance. En même temps Scher commence à utiliser des caméras de sécurité pour ses œuvres.
Pendant les années 1990, elle vivait et travaillait à New York et Boston.
En 1996, Julia Scher enseigne les premièrs cours de surveillance  aux États-Unis, au Massachusetts College of Art de Boston. Elle reçoit une bourse de recherche à l'Université de Harvard/Radcliffe Bunting Institut pour le domaine  de la surveillance sur le terrain entre 1996-1997 et enseigne dans le Programme d'Arts Visuels à l'Institut de Technologie du Massachusetts, de 1997 à 2001 et 2005 à 2006. Elle  enseigne dans un certain nombre d'autres institutions, y compris La Cooper Union de l'Art et de la Science, l'université d'art Hartford, U. C. L. A., U. S. C, de l'Université Harvard, l'Université Columbia, L'Institute for Advanced Study à Princeton et l'Université Rutgers. Depuis 2006, Julia Scher est titulaire de la chaire de Multimédia et de Performance / Surveillante des Architectures à l'Académie des Arts et Médias de Cologne (Kunsthochschule fuer Medien Koeln)..

## Œuvres
Inspirée par le philosophe français Michel Foucault et le sociologue Gary T. Marx, le travail de Julia Scher  se concentre sur les sujets de la surveillance et de la cyber-surveillance. Elle vise à sensibiliser aux dangers et idéologies de l'exposition aux systèmes de surveillance. Scher crée des performances temporaires et transitoires sur le  web, des œuvres qui explorent les questions de pouvoir, de contrôle et de séduction.
Dans les 20 dernières années, ses recherches ont exploré les dynamiques du contrôle social dans l'espace public. Les projets d'art ont pris la forme d'installations interactives, de reformulation de  surveillances, des visites de chantier, des interventions, des performances, de la photographie, de l'écriture, du net.l'art, des vidéos linéaires  et du son.
Depuis 1988, Scher a produit une série d'installations, intitulée Security by Julia (Sécurité par Julia).  Ces installations ont pris différentes formes, mais impliquent souvent une personne portant un uniforme de sécurité et une invitation au public  à participer activement à la culture de la surveillance. D'autres variantes de l'installation ont inclus des voix apaisantes et des doudous de bébé.
Securityland (le pays de la sécurité) et Wonderland (pays des Merveilles) sont  des projets élaborés en ligne que Julia Scher crée avec äda 'web, respectivement  lancés en 1995 et 1997. Ils sont  précédés par une bande-annonce intitulée Dangeer Dirty Datas (Danger  Données Sales) en 1995. Scher propose diverses zones à explorer pour les utilisatrices et utilisateurs, dont nombre soulèvent des questions à propos du contrôle et de la protection des données privées. Toutes sortes de services intrusifs psychologiquement sont présentés de façon alléchante au public, avec la promesse de résoudre les problèmes dus à des causes internes ou externes.
Inspiré de l'architecture et des modèles cliniques, Securityland et le pays des Merveilles déstabilisent complètement la notion de neutralité ou de simples échanges directs, en utilisant des inflexions qui sont libidinale, sexuées, quasi-institutionnelles et subtilement menaçantes.

## Expositions
Le travail de Scher est présenté dans plusieurs expositions individuelles et de groupe, y compris la Biennale de Venise, la Biennale du Whitney, le Wexner Center for the Arts, Columbus, Ohio, le Walker Art Center, Minneapolis, Minnesota, Tapias Musée, Barcelone, Museo Nacional Centro de Arte Reina Sofia, Madrid, le San Francisco Museum of Modern Art, le Musée d'art Moderne, Paris, Künstlerhaus, Stuttgart, au Kölnischer Kunstverein de Cologne, l'Institute of Contemporary Arts deLondres et le MoMA PS1 de New York.